# Dizionario di erudizione storico-ecclesiastica

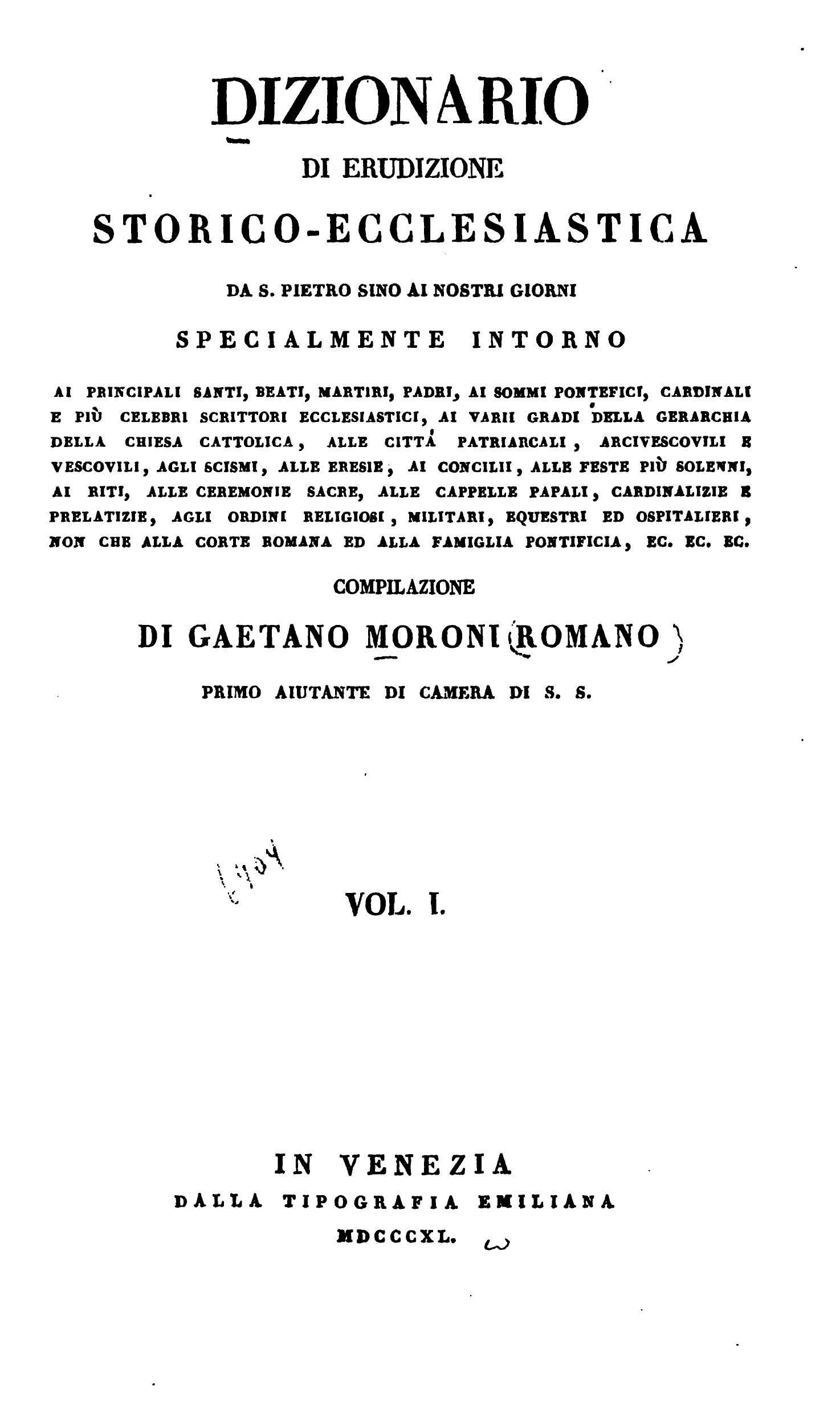
Titelseite des ersten Bandes

Das Dizionario di erudizione storico-ecclesiastica da San Pietro sino ai nostri giorni („Lexikon der historisch-kirchlichen Gelehrsamkeit von Hl. Petrus bis in unsere Tage“) ist das Hauptwerk des Cavaliere Gaetano Moroni (1802–1883), Kammerherr der Päpste Gregor XVI. und Pius IX.

## Geschichte
Das Werk wurde in Venedig in der Tipografia Emiliana gedruckt und besteht aus 103 Bänden, die zwischen 1840 und 1861 erschienen sind. Hinzu kommen 6 Bände mit Registern, die zwischen 1878 und 1879 erschienen sind und die ebenfalls eine Aktualisierung der behandelten Themen darstellen. Ursprünglich waren nur 30 Bände geplant, später wurden auf 60 erweitert, um schließlich auf 103 Bände zu kommen. Moroni selbst schloss im letzten Band der Register wie folgt:

“Risultato di studio indefesso è che ora il Dizionario offre 12 472 articoli, l’Indice ne ha aggiunti nuovi 120 650, per cui il complesso degli articoli che contiene propriamente è 133 122”

„Als Ergebnis des unermüdlichen Studiums bietet das Lexikon jetzt 12.472 Artikel, der Index hat 120.650 neue hinzugefügt, so dass die Gesamtzahl der enthaltenen Artikel 133.122 beträgt.“

Neben den rein religiösen oder kirchengeschichtlichen Themen, die in den einzelnen Bänden alphabetisch geordnet sind, gibt es zahlreiche Monographien nicht nur von Päpsten und Kirchenmännern, sondern auch von historischen Persönlichkeiten. Die Artikel über die Aufteilung der ehemaligen italienischen Staaten, internationale Verträge und geographische Beschreibungen von Städten und Nationen auf der ganzen Welt sind sehr gut aufbereitet.
Oft ist die Verstrickung des Autors in die beschriebenen Themen offensichtlich, was die Objektivität des Lexikons leider einschränkt; andererseits werden Fakten, kleinere Ereignisse und Hinweise erwähnt, die sonst nur schwer zu finden sind.

## Bände
Moroni Gaetano Romano: Dizionario di erudizione storico-ecclesiastica da San Pietro ai nostri giorni, specialmente intorno ai principali santi, beati, martiri, padri, ai sommi pontefici, cardinali e più celebri scrittori ecclesiastici, ai varii gradi della gerarchia della chiesa cattolica, alle città patriarcali, arcivescovili e vescovili, agli scismi, alle eresie, ai concilii, alle feste più solenni, ai riti, alle cerimonie sacre, alle cappelle papali, cardinalizie e prelatizie, agli ordini religiosi, militari, equestri ed ospitalieri, non che alla corte e curia romana ed alla famiglia pontificia, ec. ec. ec., compilato da Gaetano Moroni Romano primo aiutante di camera di Sua Santità. Tipografia Emiliana, Venedig (103 Bände, 1840-1861).:
- Volume 1 Aba- (on-line)
- Volume 2 Amelia- (on-line)
- Volume 3 Arciprete- (on-line)
- Volume 4 Babila- (on-line)
- Volume 5 Benedetto XI- (on-line)
- Volume 6 Boncompagni- (on-line)
- Volume 7 Camera Apostolica- (on-line)
- Volume 8 Canopo- (on-line)
- Volume 9 Cap- (on-line)
- Volume 10 Car- (on-line)
- Volume 11 Cavachini- (on-line)
- Volume 12 Chiesa di S. Crescenziana (on-line)
- Volume 13 Chiesa di S. Pietro in Vincoli (on-line)
- Volume 14 Civitavecchia- (on-line)
- Volume 15 Colori- (on-line)
- Volume 16 Conclavisti- (on-line)
- Volume 17 Consalvi- (on-line)
- Volume 18 Costantinopoli- (on-line)
- Volume 19 Crosso- (on-line)
- Volume 20 Diarbekir- (on-line)
- Volume 21 Ebrei- (on-line)
- Volume 22 Era- (on-line)
- Volume 23 Faggio- (on-line)
- Volume 24 Fermo- (on-line)
- Volume 25 Firenze- (on-line)
- Volume 26 Foro- (on-line)
- Volume 27 Fra- (on-line)
- Volume 28 Frumenzio- (on-line)
- Volume 29 Genoveffa- (on-line)
- Volume 30 Gerra- (on-line)
- Volume 31 Giovanni- (on-line)
- Volume 32 Governatore- (on-line)
- Volume 33 Gregorio- (on-line)
- Volume 34 Immagine- (on-line)
- Volume 35 Ing- (on-line)
- Volume 36 Innocenzo- (on-line)
- Volume 37 Jube- (on-line)
- Volume 38 Leon- (on-line)
- Volume 39 Lisia- (on-line)
- Volume 40 Lubecca- (on-line)
- Volume 41 Macerata- (on-line)
- Volume 42 Magonza- (on-line)
- Volume 43 Maria Francesca - (on-line)
- Volume 44 Maurizio- (on-line)
- Volume 45 Metz- (on-line)
- Volume 46 Moderamno- (on-line)
- Volume 47 Mosca- (on-line)
- Volume 48 Nicolo Fattori- (on-line)
- Volume 49 Ombrellino- (on-line)
- Volume 50 Ospizi- (on-line)
- Volume 51 Palazzi (continuazione)- (on-line)
- Volume 52 Patriarchi- (on-line)
- Volume 53 Pienza- (on-line)
- Volume 54 Podlachia- (on-line)
- Volume 55 Povero- (on-line)
- Volume 56 Protonotari- (on-line)
- Volume 57 Referendari- (on-line)
- Volume 58 Rioni di Roma- (on-line)
- Volume 59 Roma- (on-line)
- Volume 60 Sabato- (on-line)
- Volume 61 Salvatore- (on-line)
- Volume 62 Savoia- (on-line)
- Volume 63 Scrittori- (on-line)
- Volume 64 Seminario Pio- (on-line)
- Volume 65 Septuagesima- (on-line)
- Volume 66 Sidone- (on-line)
- Volume 67 Siria- (on-line)
- Volume 68 Spada- (on-line)
- Volume 69 Spogli- (on-line)
- Volume 70 Stefano- (on-line)
- Volume 71 Suddiacono- (on-line)
- Volume 72 Svi- (on-line)
- Volume 73 Tarugi- (on-line)
- Volume 74 Templari- (on-line)
- Volume 75 Tessalonica- (on-line)
- Volume 76 Tivoli- (on-line)
- Volume 77 Tolomei- (on-line)
- Volume 78 Torcremada- (on-line)
- Volume 79 Tosco- (on-line)
- Volume 80 Tre- (on-line)
- Volume 81 Trionfo Ubaldo- (on-line)
- Volume 82 Ubbidienza- (on-line)
- Volume 83 Ugento- (on-line)
- Volume 84 Universita Artistiche- (on-line)
- Volume 85 Universita Roma 2- (on-line)
- Volume 86 Urbano- (on-line)
- Volume 87 Urgel- (on-line)
- Volume 88 Valenza Veglia- (on-line)
- Volume 89 Veio- (on-line)
- Volume 90 Velletri - (on-line)
- Volume 91 Venezia- (on-line)
- Volume 92 Venezia- (on-line)
- Volume 93 Venezia- (on-line)
- Volume 94 Verneuil- (on-line)
- Volume 95 Verona- (on-line)
- Volume 96 Vescovo- (on-line)
- Volume 97 Via Crucis- (on-line)
- Volume 98 Viborata- (on-line)
- Volume 99 Vicario Capitolare- (on-line)
- Volume 100 Vienna- (on-line)
- Volume 101 Villa- (on-line)
- Volume 102 Viterbo- (on-line)
- Volume 103 Viviers-Z (on-line)

### Allgemeiner Index, zusammengestellt vom Autor Gaetano Moroni
Moroni Gaetano Romano: Indice generale alfabetico delle materie del Dizionario di erudizione storico-ecclesiastica compilato dall'autore stesso Gaetano Moroni. Bardi, Rom 1962 (6 Bände, Anastatischer Nachdruck der Ausgaben 1878–1879, Venedig : Tipografia emiliana).
- Vol. I : A–Calendario
- Vol. II : Calendario–Dziergowsky
- Vol. III : E–Hyssa
- Vol. IV : I–Nystadt
- Vol. V : O–Sanvittore
- Vol. VI : Sanz–Zytomir